# تومي هينريش
تومي هينريش (بالإنجليزية: Tommy Henrich)‏ هو لاعب كرة قاعدة أمريكي، ولد في 20 فبراير 1913 في ماسيلون في الولايات المتحدة، وتوفي في 1 ديسمبر 2009 في دايتون في الولايات المتحدة.

## وصلات خارجية
- تومي هينريش على موقعبيزبول رفرنس.كوم (الدوري الرئيسي) (الإنجليزية)